# Seguridad nacional (película)
Seguridad nacional, cuyo título original en inglés es National Security, es una película cómica estrenada el 17 de enero de 2003 en Estados Unidos, el 31 de enero del mismo año en España y el 12 de agosto del mismo año en Latinoamérica, aunque en este último caso directamente para vídeo. Protagonizada por Martin Lawrence y Steve Zahn. Dirigida por Dennis Dugan.

## Argumento
Earl Montgomery (Martin Lawrence) es un engreído cadete de la policía de Los Ángeles, el caso es que podría ser un buen agente del orden si no fuera tan payaso. La actitud de Earl hace que sea expulsado de la academia de policía, lo que le lleva a aceptar un humilde trabajo como guardia de seguridad en seguridad nacional.
Después de ser detenido por un nervioso oficial de policía llamado Hank Rafferty (Steve Zahn), Earl acusa a éste de acoso. Tras esta acusación Hank es obligado a entregar su placa e ingresar en la cárcel. Por casualidades del destino también acaba trabajando como guardia de seguridad en National Security. El comportamiento de Earl le conduce a una sofisticada operación de contrabando liderada por Nash (Eric Roberts) y a lo que podría ser una tapadera por parte de la policía. Ahora todos quieren ver muertos a Earl y Hank.

## Reparto
| Actor           | Personaje           |
| --------------- | ------------------- |
| Martin Lawrence | Earl Montgomery     |
| Steve Zahn      | Hank Rafferty       |
| Colm Feore      | Frank McDuff        |
| Bill Duke       | teniente Washington |
| Eric Roberts    | Nash                |

## Producción
Se rodó entre el 30 de marzo y el mes de junio de 2001 en diferentes localizaciones de Estados Unidos. Las localizaciones del rodaje pertenecen íntegramente al estado de California, destacando Long Beach, Santa Clarita, la ciudad de Los Ángeles y el Vincent Thomas Bridge. Durante la escena del tiroteo en el almacén se utilizaron más de 400.000 botellas de cerveza y refrescos. El DVD de la película contiene un final alternativo al exhibido en cines.

## Recepción

### Respuesta crítica
Según la página de Internet Rotten Tomatoes obtuvo un 11% de comentarios positivos, llegando a la siguiente conclusión: "la acción en Seguridad nacional es un sin sentido, mientras que el humor no dice nada interesante sobre las cuestiones raciales". Matthew Weitz escribió que "si no involucras demasiado tu cerebro, acabarás disfrutando la película". Kevin N. Laforest indicó que "¿hay algo peor que una película de Martin Lawrence?". Según la página de Internet Metacritic obtuvo críticas negativas, con un 31%, basado en 25 comentarios de los cuales 5 son positivos.

### Taquilla
Estrenada en 2.729 cines estadounidenses debutó en segunda posición en el ranking con 14 millones de dólares, con una media por sala de 5.265 dólares, por delante de Just Married y por detrás de Kangaroo Jack. Recaudó 36 millones en Estados Unidos. Sumando las recaudaciones internacionales la cifra asciende a 50 millones. No hay datos del presupuesto estimado invertido en la producción.